# Alessandro di Teck
Maggior Generale Alexander Augustus Frederick William Alfred George Cambridge, I conte di Athlone (in inglese: Alexander Augustus Frederick William Alfred George) (Kensington Palace, 14 aprile 1874 – Londra, 16 gennaio 1957) fu Governatore generale del Sudafrica dal 1924 al 1930 e Governatore generale del Canada dal 1940 al 1946.

## Biografia

### Giovinezza
Alessandro nacque nel 1874 a Kensington Palace , quartogenito di Francesco, duca di Teck e della moglie, la principessa Maria Adelaide di Cambridge; da parte di madre, discendeva dal re Giorgio III del Regno Unito essendo poi nipote di Adolfo, duca di Cambridge. Per via paterna apparteneva alla Casa reale di Württemberg, stato della Germania meridionale, discendendo dal duca Federico II Eugenio di Württemberg. Aveva una sorella, la regina Mary, e due fratelli, Adolfo e Francesco. In famiglia veniva chiamato Alge , soprannome che univa i nomi Alessandro e Giorgio. Era per natura un individuo meticoloso, calmo, prudente e pieno di tatto.
Il Principe venne educato da diversi tutori a Palazzo, frequentando anche scuole locali ed imparando diverse lingue come francese e tedesco, che venivano parlate con i genitori. Nel 1883 la famiglia Teck dovette lasciare il Regno Unito per due anni a causa di una problematica finanziaria, si trasferirono in una villa presso Firenze, in Italia. Durante questo periodo Alessandro legò molto con la sorella Mary.
Tornato in Gran Bretagna, Alessandro studiò all'Eton College e frequentò la Reale accademia militare di Sandhurst. Nel 1894, dopo aver completato la sua formazione, entrò a far parte del 7º Reggimento Ussari, con il grado di Sottotenente per poi servire di lì a poco nella Seconda Guerra Matabele, per poi partecipare alla Seconda guerra boera, in cui si distinse .

### Matrimonio
Nel 1902, Alessandro partecipò all'incoronazione del secondo cugino materno, re Edoardo VII; durante l'occasione notò in particolare la principessa Alice di Albany, figlia di Leopoldo, duca d'Albany e nipote della regina Vittoria. I due si conoscevano fin dall'infanzia essendo comunque lontani cugini. Alice e Alessandro si fidanzarono ufficialmente il 16 novembre 1903 . Il matrimonio fu celebrato il 10 febbraio 1904 nella Cappella di San Giorgio, del Castello di Windsor. 
La coppia ebbe insieme tre figli:
- May (1906 - 1994), lady May di Cambridge
- Rubert (1907 - 1928), visconte Trematon
- Maurice (1910 - 1910) [7], principe di Teck

Dal momento che i figli maschi morirono prima del padre, una volta che Alessandro morì i suoi titoli si estinsero con la sua scomparsa.

### Prima guerra mondiale
Allo scoppio della prima guerra mondiale, il principe Alessandro, che era stato promosso maggiore ed era stato comandante del 2º reggimento delle guardie, venne nominato da Herbert Henry Asquith governatore generale del Canada. Durante questi anni i sentimenti antitedeschi costrinsero la famiglia reale a rinunciare ai propri titoli tedeschi. Infatti il cognato di Alessandro, re Giorgio V, cambiò il nome della famiglia reale da Sassonia-Coburgo-Gotha in Windsor. Allo stesso modo tutti gli appartenenti alla famiglia reale cambiarono i loro nomi e rinunciarono ai loro titoli di origine germanica. Alessandro rinunciò al titolo di Principe di Teck e adottò il cognome Cambridge, come fece anche il fratello Adolfo. Qualche giorno dopo, il cognato Giorgio lo nominò conte di Athlone e visconte Trematon.
Combatté in Francia e delle Fiandre; fu promosso al grado di tenente colonnello di brigata nel 1917, e a maggiore generale nell'ultimo anno di guerra. Al termine della guerra si ritirò dall'esercito.

### Governatore generale dell'Unione del Sudafrica
Nel gennaio del 1924 Alessandro venne nominato Governatore generale dell'Unione Sudafricana, carica che ricoprì fino al 1930. Arrivò a Pretoria e fu subito al lavoro con i suoi doveri vicereale, inaugurando l'edificio del parlamento appena concluso.

Guadagnò notevole popolarità presso i sudafricani di tutte le razze attraverso i suoi frequenti tour del paese e l'esecuzione di una serie di doveri cerimoniali propri del suo ruolo, tra cui l'apertura del Pioneer Park di Johannesburg. Al suo ritorno nel Regno Unito venne nominato, il 4 agosto 1931, Governatore e Conestabile del Castello di Windsor. L'anno successivo, venne nominato Cancelliere dell'Università di Londra.

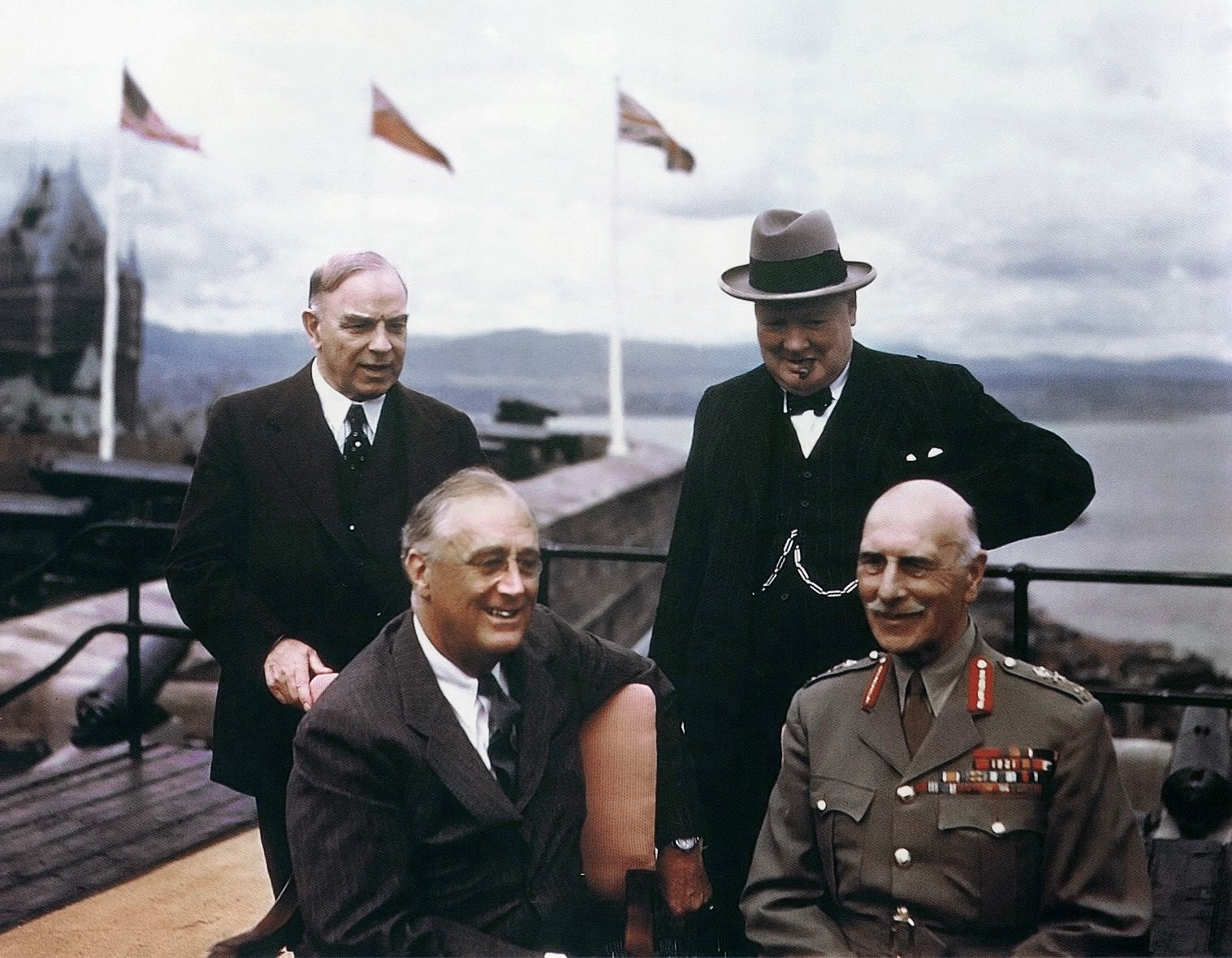
Il conte di Athlone (seduto a destra) con (da sinistra a destra) il Primo ministro del Canada William Lyon Mackenzie King, il Presidente degli Stati Uniti Franklin D. Roosevelt e il Primo ministro del Regno Unito Winston Churchill nella cittadella di Québec, agosto 1943

### Governatore generale del Canada
In Canada, alla fine del 1930, diversi erano stati i richiami da ambienti governativi e dai media al re affinché nominasse una persona di origine canadese come Governatore generale. Tuttavia, con la fretta di occupare il posto dopo la morte inaspettata del viceré in carica, Lord Tweedsmuir, e con il paese coinvolto nella Seconda Guerra Mondiale, il primo ministro canadese William Lyon Mackenzie King confidò a Giorgio VI che non fosse giunto il momento per un tale cambiamento nella tradizione vicereale.
Mackenzie King propose il nome di Alessandro e dopo che egli ebbe accettato l'incarico, il 2 giugno 1940 la sua nomina venne annunciata direttamente dall'ufficio del primo ministro. Dopo essere giunto Ottawa dapprima in nave e poi in treno, prestò giuramento in una cerimonia presso la camera del Senato canadese il 21 giugno 1940. Durante questo periodo come viceré, Alessandro supportò lo sforzo bellico del Canada, cercando di controllare l'efficienza ed il morale delle truppe e visitando scuole di formazione e ospedali militari. In questi anni ospitò per due volte gli incontri tenutisi tra Winston Churchill e Franklin D. Roosevelt al fine di decidere le strategie da usare per sconfiggere la Germania ed il Giappone. Inoltre molti membri delle famiglie reali europee cercarono rifugio in Canada e risiedettero presso o vicino alla residenza reale e vicereale, Rideau Hall. Tra gli ospiti reali ci furono il principe ereditario Olav e sua moglie Marta, la granduchessa Carlotta e il principe Felice di Lussemburgo, il re Pietro II di Jugoslavia, il re Giorgio II di Grecia, l'imperatrice Zita di Borbone-Parma e le sue figlie, la regina Guglielmina dei Paesi Bassi e sua figlia, la principessa Giuliana. Il suo incarico terminò nel 1946 ed Alessandro fece rientro in Inghilterra.

### Ultimi anni e morte
Tornato in Regno Unito, Alessandro ed Alice vissero in un appartamento a Kensington Palace. Il 1º settembre 1946, rinunciò dal suo ruolo di Colonnello del 7º reggimento degli Ussari. Fu uno dei membri del comitato organizzativo dell'incoronazione della nipote Elisabetta II, a cui partecipò nel giugno 1953 .
Alessandro, Conte di Athlone morì il 16 gennaio 1957, venendo sepolto nel Royal Burial Ground, a Frogmore.

## Ascendenza
|                                                 |                             |                                                   | Genitori                                             |  |  | Nonni |  |  | Bisnonni                     |  |  | Trisnonni                          |  |
|                                                 |                             |                                                   |                                                      |  |  |       |  |  | duca Ludovico di Württemberg |  |  | Federico II Eugenio di Württemberg |  |
|                                                 |                             |                                                   |                                                      |  |  |       |  |  | duca Ludovico di Württemberg |  |  | Federico II Eugenio di Württemberg |  |
|                                                 |                             | margravia Federica Dorotea di Brandeburgo-Schwedt |                                                      |  |  |       |  |  | duca Ludovico di Württemberg |  |  |                                    |  |
| duca Alessandro di Württemberg                  |                             |                                                   |                                                      |  |  |       |  |  | duca Ludovico di Württemberg |  |  |                                    |  |
|                                                 |                             | principessa Enrichetta di Nassau-Weilburg         | Carlo Cristiano, duca di Nassau-Weilburg             |  |  |       |  |  |                              |  |  |                                    |  |
|                                                 |                             | principessa Enrichetta di Nassau-Weilburg         | Carlo Cristiano, duca di Nassau-Weilburg             |  |  |       |  |  |                              |  |  |                                    |  |
|                                                 |                             | principessa Enrichetta di Nassau-Weilburg         | principessa Carolina d'Orange-Nassau                 |  |  |       |  |  |                              |  |  |                                    |  |
| principe Francesco, duca di Teck                |                             | principessa Enrichetta di Nassau-Weilburg         |                                                      |  |  |       |  |  |                              |  |  |                                    |  |
|                                                 |                             | László, conte Rhédey de Kis-Rhéde                 | Mihály, conte Rhédey de Kis-Rhéde                    |  |  |       |  |  |                              |  |  |                                    |  |
|                                                 |                             | László, conte Rhédey de Kis-Rhéde                 | Mihály, conte Rhédey de Kis-Rhéde                    |  |  |       |  |  |                              |  |  |                                    |  |
|                                                 |                             | László, conte Rhédey de Kis-Rhéde                 | baronessa Terézia Bánffy de Losoncz                  |  |  |       |  |  |                              |  |  |                                    |  |
| contessa Claudine Rhédey von Kis-Rhéde          |                             | László, conte Rhédey de Kis-Rhéde                 |                                                      |  |  |       |  |  |                              |  |  |                                    |  |
|                                                 |                             | baronessa Agnes Inczédy de Nagy-Várad             | Gregor, barone Inczédy de Nágy-Várad                 |  |  |       |  |  |                              |  |  |                                    |  |
|                                                 |                             | baronessa Agnes Inczédy de Nagy-Várad             | Gregor, barone Inczédy de Nágy-Várad                 |  |  |       |  |  |                              |  |  |                                    |  |
|                                                 |                             | baronessa Agnes Inczédy de Nagy-Várad             | Karolina Barcsay de Nagy-Barcsa                      |  |  |       |  |  |                              |  |  |                                    |  |
| Alexander Cambridge, I conte di Athlone         |                             | baronessa Agnes Inczédy de Nagy-Várad             |                                                      |  |  |       |  |  |                              |  |  |                                    |  |
|                                                 | Giorgio III del Regno Unito | Federico, principe del Galles                     |                                                      |  |  |       |  |  |                              |  |  |                                    |  |
|                                                 | Giorgio III del Regno Unito | Federico, principe del Galles                     |                                                      |  |  |       |  |  |                              |  |  |                                    |  |
|                                                 | Giorgio III del Regno Unito | principessa Augusta di Sassonia-Gotha-Altenburg   |                                                      |  |  |       |  |  |                              |  |  |                                    |  |
| principe Adolfo, duca di Cambridge              | Giorgio III del Regno Unito |                                                   |                                                      |  |  |       |  |  |                              |  |  |                                    |  |
|                                                 |                             | principessa Carlotta di Meclemburgo-Strelitz      | duca Carlo Ludovico Federico di Meclemburgo-Strelitz |  |  |       |  |  |                              |  |  |                                    |  |
|                                                 |                             | principessa Carlotta di Meclemburgo-Strelitz      | duca Carlo Ludovico Federico di Meclemburgo-Strelitz |  |  |       |  |  |                              |  |  |                                    |  |
|                                                 |                             | principessa Carlotta di Meclemburgo-Strelitz      | Elisabetta Albertina di Sassonia-Hildburghausen      |  |  |       |  |  |                              |  |  |                                    |  |
| principessa Maria Adelaide di Cambridge         |                             | principessa Carlotta di Meclemburgo-Strelitz      |                                                      |  |  |       |  |  |                              |  |  |                                    |  |
|                                                 |                             | principe Federico d'Assia-Kassel                  | Federico II d'Assia-Kassel                           |  |  |       |  |  |                              |  |  |                                    |  |
|                                                 |                             | principe Federico d'Assia-Kassel                  | Federico II d'Assia-Kassel                           |  |  |       |  |  |                              |  |  |                                    |  |
|                                                 |                             | principe Federico d'Assia-Kassel                  | principessa Maria di Gran Bretagna                   |  |  |       |  |  |                              |  |  |                                    |  |
| principessa e langravia Augusta di Assia-Kassel |                             | principe Federico d'Assia-Kassel                  |                                                      |  |  |       |  |  |                              |  |  |                                    |  |
|                                                 |                             | principessa Carolina di Nassau-Usingen            | Carlo Guglielmo, principe di Nassau-Usingen          |  |  |       |  |  |                              |  |  |                                    |  |
|                                                 |                             | principessa Carolina di Nassau-Usingen            | Carlo Guglielmo, principe di Nassau-Usingen          |  |  |       |  |  |                              |  |  |                                    |  |
|                                                 |                             | principessa Carolina di Nassau-Usingen            | contessa Carolina Felicita di Leiningen-Dagsburg     |  |  |       |  |  |                              |  |  |                                    |  |
|                                                 |                             | principessa Carolina di Nassau-Usingen            |                                                      |  |  |       |  |  |                              |  |  |                                    |  |